# The R.O.C.
R.O.C. (1973 — Detroit, Michigan), mais conhecido pelo seu nome artístico Bryan Jones, é um rapper e ator norte-americano.
Ele é um dos membros fundadores do grupo House of Krazees, que foi ativo desde 1993 até 1997, quando Hektic (Monóxido) e Mr. Bones (Madrox) deixou para formar Twiztid, a quem foram posteriormente assinado rapidamente para a gravadora Psychopathic Records.

## Discografia (a solo)
- Rollin' With Strength (1992)
- X-Posed (1996)
- Wormholes EP (2001)
- BBits & Pieces (2004)
- I'm Here (2005)
- Oh Hell No! (2006)
- Welcome To The Darkside (2008)
- Digital Voodoo (2016)

### Álbuns com House of Krazees
- Home Sweet Home (1993)
- Home Bound (1994)
- Season Of The Pumpkin (1994)
- Outbreed (1995)
- Head Trauma (1996)
- Collectors Edition 97 (1997)
- The Night They Came Home (1999)
- Casket Cutz (2013)